# کنیز (فیلم ۲۰۱۶)
کنیز (انگلیسی: The Handmaiden) یا ندیمه فیلمی در ژانر تریلر روان‌شناختی و شهوانی به کارگردانی پارک چان-ووک و محصول سال ۲۰۱۶ کره جنوبی است. کیم مین هی، کیم ته-ری، ها جونگ-وو، و چو جین-وونگ ستارگان فیلم هستند. این فیلم بر اساس رمان انگشتر (۲۰۰۲) به قلم نویسندهٔ ویلزی سارا واترز ساخته شده، با این تفاوت که شرایط آن از دوره ویکتوریا بریتانیا به دوره استعمار ژاپن بر کره تغییر یافته‌است.
کنیز در بخش اصلی جشنواره فیلم کن ۲۰۱۶ برای تصاحب نخل طلا رقابت کرد. این فیلم در تاریخ در ۱ ژوئن ۲۰۱۶، در کشور کره جنوبی اکران شد، و با واکنش‌های مثبتی از سوی منتقدان همراه بود.

## داستان
دهه ۱۹۳۰، کُره. در دورهٔ اشغال ژاپن، مردی شیاد برای اغوای زن ثروتمند ژاپنی و راضی کردن او به ازدواجش با وی، دختری را بعنوان خدمتکار برای آن زن، استخدام می‌کند. وظیفه این خدمتکار قلابی راضی کردن زن به ازدواج با آن مرد است و…

## بازیگران
- کیم مین-هی در نقش لیدی/ایزومی هیدکو
- کیم ته-ری در نقش کنیز
- ها جونگ-وو در نقش کنت فوجیوارا
- چو جین-وونگ در نقش کوزوکی
- کیم هائه سوک در نقش مادام ساساکی
- مون سو ری در نقش عمهٔ هیدکو
- لی دونگ-هوی در نقش گو گای
- لی جی-ها در نقش صاحب ریوکان